# Taxi to the Dark Side
Taxi to the Dark Side è un film del 2007 diretto da Alex Gibney vincitore del Premio Oscar 2008 nella categoria miglior documentario.

## Trama
Il documentario è incentrato sulla politica adottata dopo gli attentati dell'11 settembre 2001 dal governo americano per quanto concerne il trattamento dei prigionieri durante gli interrogatori in Iraq, in Afghanistan e nel campo di prigionia di Guantánamo. Il film prende ad esempio la storia di un tassista afghano, catturato e torturato durante l'interrogatorio a cui è stato sottoposto, morto dopo pochi giorni di prigionia. Al 2007 vi erano stati in totale 104 casi di morti sospette.

## Riconoscimenti
- 2008 - Premio Oscar
  - Oscar al miglior documentario